# Šingon
Šingon (japonsky: 眞言), doslova Škola pravých slov, je jednou z hlavních škol japonského buddhismu. Založil ji buddhistický mnich Kúkai na počátku období Heian (794–1185).

## Historie
V roce 804 byl tehdy 21letý mnich Kúkai vyslán do Číny, aby poznal učení tamějších škol. Nejvíce ho zaujalo učení školy Mi-cung, na kterém později založil školu Šingon.
Když se po několika letech navrátil do Japonska, přinesl s sebou velké množství posvátných textů a uměleckých děl s buddhistickou tematikou. Nejdříve byl přijat císařským dvorem a poté se uchýlil do ústraní na horu Kója. Z jeho lesního příbytku se stal brzy klášter a hlavní centrum školy.
Dodnes patří šingon k nejvýznamnějším a nejrozšířenějším buddhistickým proudům v Japonsku.

## Učení
Ústřední postavou školy šingon je buddha Vairóčana. Ten měl vyložit nauku (absolutní pravdu), která je určená jen pro zasvěcené mnichy. Tradice se tak předávala ústně z učitele na žáka a nebyla určená laikům. Díky tomu patří šingon k esoterickému proudu buddhismu.
Stoupenci školy šingon tvrdí, že nauka se mnohdy nedá přesně vyjádřit slovy a je proto nutné se uchýlit k jiným vyjadřovacím prostředkům – k mandalám. Mandaly hrají ve škole velmi důležitou roli. Asi dvě nejvýznamnější mandaly jsou:
1. Garbhadhátumandala ("mandala aspektu mateřského klína") - představuje všeprostupující princip, který zastává buddha Vairóčana sedící uprostřed.
2. Vadžradhátumandala ("mandala diamantového aspektu") - představuje Vairóčanovu moudrost. Uprostřed mandaly opět sedí Vairóčana.

Mandaly se navzájem doplňují a jeden spekt nemůže existovat bez druhého.